# قوائم منتخبات كأس آسيا للشباب 2010

## المجموعة الأولى

### الصين
- يان جونلينغ
- تينغ شانغكون
- هان رونغزي
- ميراخمادجون مظفر
- ما تشونغتشونغ
- لي تينغلونغ
- تشينغ كايمو
- لي لي
- شي كي
- باي جياجون
- وانغ تونغ
- بينغ شينلي
- هو رينتيان
- تشانغ شيتشي
- جين جينغداو
- وو لي
- يانغ ييهو
- ليو بينبين
- لي تشيلانغ
- وي رينجيي
- زو يوتشينغ
- تان تيانتشينغ
- تشو جيانرونغ

## المجموعة الثانية

### أوزبكستان
المدرب: مراد كابايف
- نيكيتا ريبكين
- فيكتور موتشالوف
- أكمل تورسونبايف
- ديلشاد جورايف
- سليم مصطفايف
- فاروخ نورليبايف
- جافلون غوسيينوف
- فلاديمير كوزاك
- عظمات مامادجانوف
- دافرون بيك خاشيموف
- أكبرجون إسماتولايف
- إيغور كريميتس
- عبد المطلب عبدولاييف
- ميرغييوز سليمانوف
- عليبوبو راخماتولايف
- أكرمجون باهريتدينوف
- بافيل سمولياتشينكو
- إسرويلجون إرغاشيف
- بيكزاد ميرخايداروف
- ساردار رشيدوف
- تيمورخوجا عبدوخالقوف
- ساردار ميرزايف
- ألكسندر لوباشكو

## المجموعة الرابعة

### إيران
- إيمان صادقي
- أوميد علي شاه
- بهمن مالكي
- إيمان شيرازي
- علي غودارزي
- ميهرغان غولبارغ
- مرتضى بور علي غانجي
- كافح رضائي
- ميلاد غريبي
- بايام صادقيان
- علي رضا بيرانفاند
- بهرام داباغ
- سعيد لطفي
- محمد أبازاده
- يعقوب كريمي
- محمد رضا خانزاده
- محمد صادق باراني
- مجتبى محبوب مجاز
- هادي ريشي إصفهاني
- علي رضا جاهانبخش
- هادي محمدي
- هادي ديهقاني
- أكبر إيماني

### اليمن
المدرب: سامي حسن نعاش
- عصام عبده الحكمي
- محمد وليد عبد الله
- محمد هشام عبد الجليل
- علي علي محمد ناصر
- أحمد صادق الخمري
- خالد محمد السهمي
- معتز أحمد محمد قائد
- وليد محمد الحبيشي
- محمد حسين الشامسي
- أسد عبده علي الرياشي
- عمرو نجيب فرج باوزير
- أحمد محمد البيضاني
- هشام سعيد الأصبهي
- توفيق عماد علي منصور
- محمد أحمد بوقشان
- عصام صالح الورافي
- صالح سعيد اليماني
- ياسر يحيى الشيباني
- محمد عبد العظيم القدسي
- أيمن الهاجري
- مريد عبد ربه الردعي
- صلاح عوض الأومزاع